# Haematopota longa
Haematopota longa är en tvåvingeart som beskrevs av Ricardo 1906. Haematopota longa ingår i släktet Haematopota och familjen bromsar. Inga underarter finns listade i Catalogue of Life.